# Luigi Maria Bilio
Luigi Maria Bilio (né le 25 mars 1826 à Alexandrie au Piémont, alors dans le royaume de Sardaigne et mort le 30 janvier 1884 à Rome) est un cardinal italien du XIXe siècle. Il est membre de l'ordre des Barnabites.

## Biographie
Luigi Maria Bilio exerce diverses fonctions au sein de la Curie romaine, notamment auprès de la Congrégation de l'Index et de la Congrégation de l'Inquisition. 
Il joue un rôle important lors de la préparation du Syllabus et de l'encyclique Quanta Cura.
Le pape Pie IX le crée cardinal lors du consistoire du 22 juin 1866. Il participe au concile de Vatican I en 1869-1870. 
Le cardinal Bilio est préfet de la Congrégation des indulgences et reliques et de la Congrégation des rites en 1876, pénitencier majeur en 1877 et secrétaire de la Congrégation de l'Inquisition en 1883. Il participe aussi au conclave de 1878, où il est le principal rival de Léon XIII qui est élu pape. La France avait posé une exclusive contre lui.

## Succession apostolique
Luigi Maria Bilio a ordonné les évêques suivants :
- Archevêque Leopoldo Ruggiero (fi) (1877)
- Archevêque Vincenzo Maria Sarnelli (it) (1879)
- Évêque Luigi Carvelli (it) (1879)
- Évêque Placido Petacci (1879)
- Évêque Giovanni Battista Porrati (1880)
- Évêque Peregrini Tofoni (1880)
- Évêque Juan Estévanes y Seminario, O.F.M.Disc. (1880)
- Évêque Remigio Pacini (1880)
- Évêque Ignazio Bartoli (1880)
- Évêque Vincenzo Anivitti (1880)
- Évêque Anacleto Chicaro (de), O.F.M.Obs. (1881)
- Évêque Giovanni Maria Strocchi (1882)
- Évêque Luciano Saracani (de), O.F.M.Obs. (1882)
- Archevêque Cesare Sambucetti (it) (1882)
- Évêque Lodovico Leonardi (it) (1882)
- Évêque Alessandro Chiaruzzi (1882)
- Évêque Antonio Maria Saeli (it), C.SS.R. (1882)
- Évêque Giovanni Andrea Miotti (1882)
- Évêque Eugenio Clari (1882)
- Évêque Daniele Tempesta, O.F.M.Ref. (1882)
- Archevêque Donato Velluti Zati di San Clemente (it) (1883)
- Archevêque Macario Sorini (1883)
- Évêque Carlo Caputo (en) (1883)
- Évêque Bernardo Gaetani d'Aragona, O.S.B. (1883)
- Évêque Bernardo Antonio De Riso, O.S.B. (1883)